# Kyslík-18
Kyslík-18 (18O) je nejtěžší ze tří přírodních izotopů kyslíku.
18O je důležitá surovina na výrobu (18F)-fludeoxyglukózy (FDG) používané v pozitronové emisní tomografii (PET). Voda obohacená o 18O (H218O) je bombardována vodíkovými ionty v cyklotronu nebo lineárním urychlovači za vzniku fluoru-18, který je následně použit na výrobu 18F-FDG. 18O lze rovněž použít na výrobu obzvlášť těžké vody (3H218O / T218O), tato sloučenina má hustotu téměř o 30 % větší než běžná voda.

## Použití a využití

### Výzkum klimatu
Poměr izotopů 18O/16O (respektive δ18O jako rozdíl od referenčního poměru) v ledovcích (například v Arktidě a Antarktidě) lze použít na stanovení teploty srážek (proxy data) v průběhu času (a tak i klimatické změny). Poměr izotopů 18O/16O je ve standardní oceánské vodě (SMOW) přibližně 2 ‰. Lehčí izotop 16O v molekule vody se s teplotou snáze odpařuje (například z moře), těžší izotop 18O snáze kondenzuje. Při 20 °C je δ18O vody větší než δ18O u vodní páry o 9,8 ‰. Ukazatel δ18O klesá přibližně o 1,7 ‰ na kilometr nadmořské výšky.
K určení teploty oceánů během delších období je vhodné odebírat a zkoumat vzorky stejného typu z různých stratigrafických vrstev, rozdíl mezi nimi ukazuje na dlouhodobé změny teploty. U uhličitanů pokles δ18O o 0.22‰ odpovídá oteplení o 1 °C. Naopak nárůst δ18O o 0.13‰ je spojen s růstem salinity o promile.

### Fyziologie rostlin
Pomocí kyslíku-18 je možné u rostliny změřit příjem kyslíku fotorespirací. Bylo zjištěno, že v předindustriálním období většina rostlin fotorespirací reabsorbovaly polovinu kyslíku získaného fotosyntézou.

### Výroba fluoru-18
Fluor-18 se obvykle vyrábí tak, že se voda obohacená o kyslík-18 ozáří rychlými protony (o energii přibližně 18 MeV) vyrobenými v cyklotronu nebo lineárním urychlovači, vznikne tak vodný roztok iontu 18F−. Tento roztok se následně použije na rychlou výrobu značkované molekuly, často takové, kde atom fluoru nahrazuje hydroxylovou skupinu. Značkované molekuly či radiofarmaka se musí připravit až po 18F, jelikož by je vysokoenergetické protony zničily. Ozářená voda musí být před dalším ozářením pročištěna, aby se odstranily organické nečistoty a stopy tritia vzniklého reakcí 18O(p,t)16O.